# يوجي إييدا
يوجي إييدا (باليابانية: 飯田 優二) (7 يوليو 1992 في إيباراكي في اليابان – )؛ هو لاعب كرة قدم ياباني سابق كان يلعب كلاعب وسط.

## وصلات خارجية
- يوجي إييدا على موقع رابطة كرة القدم اليابانية للمحترفين (اليابانية)
- يوجي إييدا على موقع قاعدة بيانات كرة القدم.إي يو (الإنجليزية)
- يوجي إييدا على موقع Soccerway.com (الإنجليزية)